# Distrikt Iñapari
Der Distrikt Iñapari liegt in der Provinz Tahuamanu in der Region Madre de Dios in Südost-Peru. Der Distrikt wurde am 26. Dezember 1912 gegründet. Er erstreckt sich über eine Fläche von 13.701 km². Beim Zensus 2017 wurden 2756 Einwohner gezählt. Im Jahr 1993 lag die Einwohnerzahl bei 841, im Jahr 2007 bei 1299. Die Distriktverwaltung befindet sich in der 220 m hoch gelegenen Provinzhauptstadt Iñapari mit 2140 Einwohnern (Stand 2017). Iñapari liegt am Fluss Río Acre am Dreiländereck Peru-Brasilien-Bolivien.

## Geographische Lage
Der Distrikt Iñapari liegt im Amazonastiefland. Er erstreckt sich über den Westen und den Norden der Provinz Tahuamanu. Der Río Las Piedras begrenzt den Distrikt im Südwesten, der Río Acre im Nordosten. 
Der Distrikt Iñapari grenzt im Nordwesten an den Distrikt Purús (Provinz Purús), im Norden an Brasilien, im Osten an Bolivien, im Südosten an die Distrikte Iberia und Tahuamanu, im Südwesten an die Distrikte Las Piedras und Tambopata (Provinz Tambopata) sowie im äußersten Westen an den Distrikt Sepahua (Provinz Atalaya).